# Manfred Büttner
Manfred Büttner (25 de fevereiro de 1921 - 29 de maio de 1992) foi um oficial alemão que serviu durante a Segunda Guerra Mundial. Foi condecorado com a Cruz de Cavaleiro da Cruz de Ferro.

## Carreira

### Patentes
Fahnenjunker-Feldwebel

### Condecorações
| Cruz de Ferro 2ª Classe                                |
| Cruz de Ferro 1ª Classe                                |
| Cruz de Cavaleiro da Cruz de Ferro 29 de abril de 1945 |